# Sorda
Sorda (internationaler Titel: Deaf) ist ein spanischer Spielfilm von Eva Libertad aus dem Jahr 2025. Das Familiendrama handelt von einer gehörlosen Frau, die in eine Krise gerät, nachdem sie schwanger geworden ist. Die Hauptrolle übernahm Miriam Garlo. Die Uraufführung fand Mitte Februar 2025 im Rahmen der Internationalen Filmfestspiele Berlin (Berlinale) statt. Das Werk basiert auf einem preisgekrönten Kurzfilm gleichen Namens aus dem Jahr 2021.

## Handlung
Ángela und Héctor bekommen ein Kind. Im Gegensatz zu ihrem Lebensgefährten ist Ángela gehörlos. Sie fürchtet sich davor, Mutter zu sein. Auch ist sie unsicher, wie sie mit einem hörenden Kind kommunizieren soll. Nach der Geburt der Tochter gerät die junge Familie in eine Krise. Ángela muss akzeptieren, ihr Kind in einer Welt aufzuziehen, die nicht für sie gemacht ist.

## Entstehungsgeschichte
Sorda ist der zweite Spielfilm der spanischen Filmregisseurin und Drehbuchautorin Eva Libertad, für den sie auch das Skript verfasste. Gemeinsam mit Nuria Muñoz hatte sie im Jahr 2021 unter anderem den 21-minütigen Kurzfilm Sorda inszeniert, in dem Libertads gehörlose Schwester Miriam Garlo die Hauptrolle übernommen hatte. Die Geschichte zum Film war autobiografisch geprägt – Garlo dachte selbst über eine Schwangerschaft nach und teilte in mehreren Gesprächen mit Libertad ihre Sorgen, Ängste und Erwartungen über die Mutterschaft in einer Welt, die für Hörende gemacht wurde. Aus den Gesprächen entstand der dramatische Kern für Libertads Drehbuch zum Kurzfilm. Sorda war der erste in Gebärdensprache gedrehte Kurzfilm, der für den spanischen Filmpreis Goya nominiert wurde. Außerdem wurde das Werk in die Programme von 110 Festivals aufgenommen und mit mehr als 60 Preisen ausgezeichnet.
Libertad empfand die Arbeit an dem Kurzfilm als „intensiv und aufschlussreich“. Gleichzeitig war es ihr erster Kontakt mit den Themen Mutterschaft und Taubheit. Sie hatte das Gefühl, dass die Geschichte der Protagonistin noch nicht auserzählt sei und arbeitete daraufhin an einer Spielfilmversion. Erneut besetzte sie die Hauptrolle mit ihrer Schwester Miriam Garlo. In Vorbereitung auf die Realisierung arbeitete Libertad im Rahmen von Kultur- und Förderprogrammen mit den Regisseurinnen Icíar Bollaín und Celia Rico sowie mit der Produzentin María Zamora zusammen.

## Veröffentlichung
Die Weltpremiere von Sorda erfolgte am 15. Februar 2025 im Rahmen der Internationalen Filmfestspiele Berlin. Dort wurde das Werk in die Sektion Panorama aufgenommen.
Ein regulärer Kinostart in Spanien ist ab 4. April 2025 im Verleih von Latido Films geplant.

## Auszeichnungen
Internationale Filmfestspiele Berlin 2025
- Panorama Publikumspreis in Berlin 2025  für den besten Spielfilm
- CICAE Arthouse Cinema Award
- Bester Spielfilm Spaniens (Biznaga de Oro) beim 28. Filmfestival Málaga (2025)